# Onthophagus aequepubens
Onthophagus aequepubens là một loài bọ cánh cứng trong họ Bọ hung (Scarabaeidae).